# Shahjadpur
Shahjadpur är en ort i Bangladesh.   Den ligger i provinsen Rajshahi, i den centrala delen av landet, 100 km nordväst om huvudstaden Dhaka. Shahjadpur ligger 16 meter över havet och antalet invånare är 102 420.